# Psi Ops: The Mindgate Conspiracy
Psi-Ops: The Mindgate Conspiracy je hra vyvinutá Midway Games pro Xbox, PlayStation 2 a Microsoft Windows. S původním názvem ESPionage se objevila na trhu ve Spojených státech 14. června 2004, v Evropě 1. října 2004. Plná verze byla k volnému stažení nabídnuta 9. června 2008. firmou fileplanet s reklamou ve hře, ale také s nabídkou možnosti zakoupení bez reklamy.

## Příběh
Ve hře vystupuje Nick Scryer, agent protiteroristické organizace Mindgate, jehož mysl byla cvičena na to, aby mohl proniknout do teroristické organizace Movement. Avšak je chycen při obraně ropné rafinerie a spolu s ostatními zajat. Musí zvítězit nad tajemným vůdcem, který chce získat nadvládu nad světem pomocí starodávného Monolitu a vybojovat si svobodu s pomocí dvojité agentky Sáry. Na začátku příběhu trpí Nick Scryer ztrátou paměti. Je osvobozen agentkou Sárou, která mu poskytne drogu, která mu vrátí paměť a postupně i další jeho specifické schopnosti. Nick musí bojovat proti mnoha původním bojovníkům PSI, všichni byli zmanipulováni generálem, který dříve vedl PSI-OPS projekt. Každý je specializovaný na určitou psychickou schopnost s daleko vyšším stupně moci než má v této oblasti Nick. Nick vítězí postupně nad všemi; obvykle vzhledem ke schopnosti bystře kombinovat své sice slabší, ale variabilní psychické schopnosti.
Jak si Nick probojovává cestu skrz organizaci, vidí mysteriózní, na PSI založené objekty, které byly předmětem válek v minulém století (prostřihové scény vyvolávají reminiscence na druhou světovou válku). Ve stejném čase začíná pozorovat na Sáře divné chování – ta váhá mezi přátelstvím k Nickovi a loajalitou k nepříteli z důvodu ne zcela jasného. Ukazuje se, že Sára má ve skutečnosti dvojče, které je Sarou zabito těsně před koncem hry.
Nickovi se na konci hry vrací plně paměť a pokouší se zastavit destruktivní proces. Generál je Nickem postupně zničen. Jakmile je generál poražen, nebezpečný přístroj je rozložen na původní komponenty. V poslední scéně hry Nick zničí nepřátelskou helikoptéru a odlétá, na obrazovce se objeví nápis "TO BE CONTINUED".

## Hra
Většina hry Psi-Ops se zaměřuje na Nickovy různé psychické schopnosti, které získává v průběhu hry. Ačkoliv je zde k dispozici několik druhů zbraní, může Nick mít u sebe pouze dvě, jednu z toho má přidělenu nastálo (pistoli s tlumičem). Další jsou samopal s rychlou kadencí střelby, brokovnice s rozptýleným výstřelem, kulovnice a sniperka – odstřelovačka, kterou lze zabít na jeden zásah se zaměřením na dálku. Speciální zbraně, jako plamenomet a raketomet lze používat jen s myšlenkovou kontrolou protivníků (viz níže), protože jsou nepřátel a normálně nepřístupné.
Tyto zbraně se ve vyšších úrovních hry stávají málo užitečné, zvláště proti velkému množství dobře vyzbrojených nepřátel. Nízký počet nábojů pro každou zbraň nutí Nicka rozvíjet psychické schopnosti, které jsou v boji mnohem efektivnější. Hráč má na obrazovce k dispozici v levém rohu měřidlo. To ukazuje jednak "životy" Nicka a jednak zbývající energii. Ta se znovu obnovuje v dosažených check-pointech. Tuto energii může však Nick čerpat různým způsobem. Na začátku hry nemá Nick přístup k žádným psychickým schopnostem, ale paměť pro jejich využívání se mu obnovuje na různých úrovních hry. Při návratu vzpomínek na jednotlivé schopnosti může Nick využít tréninkovou oblast, která hráče instruuje, jak s danou schopností zacházet.

Seznam psychických schopností v pořadí, jak se odemykají:
- Telekineze (telekinesis,TK, pravé tlačítko myši) – schopnost pohybovat s objekty a házet jak s předměty, tak s lidmi, což se dá využít, když chybí náboje, nebo je časový stres při míření. Lze se také dostat přes překážku tak, že si Nick vytvoří "létající koberec". Použití pravého tlačítka myši.

- Vzdálené vidění (Remote Viewing, RV, klávesa Y) – schopnost oddělit mysl od těla a nahlížet do jiných míst, oddělených zdí, vidět skryté nápisy a případná nebezpečí. Použití klávesy Y.

- Čerpání energie (Mind Drain, MD, klávesa E) – schopnost využít energie nepřátel. Nepřítel je zničen vysátím energie bez pomoci zbraně (pokud je energie získávána od živého objektu, exploduje, ne však, když je povalen na zem). Nick tak může získat až 50 % energie, z mrtvých nepřátel méně.

- Myšlenková kontrola (Mind Kontrol, MC, klávesa X) – schopnost ovládání lidí. Nick se napojí na mentální energii objektu a může mu zadávat úkoly (potřebuje-li stisknout tlačítko v místnosti, kam se nemůže dostat, může přinutit objekt spáchat sebevraždu či zabít někoho dalšího). Některé části hry jsou na využití této schopnosti závislé.

- Vrhání ohně (Pyrokinesis, PK, klávesa Q) – schopnost pohybem paže vrhat plameny, které zničí vše v Nickově okolí. Může tak spálit nepřítele, dostat ho ze skrýší, začít řetězovou reakci zničením hořlavého objektu, který spálí vzdálený objekt.

- Pronikavý pohled (Aura View, AV, klávesa V) – schopnost vidět okem nepostřehnutelné věci. Dovoluje hráči vidět takové věci jako vymazané zprávy, zrakem nepostřehnutelné dveře, díry se schovanými předměty a hlavně extradimenziální „Aura – Bestie“, podivné zrůdy, které se pohybují v prostoru a útočí v houfech.

## Soudní proces
20. února 2007 scenárista William L. Crawford III podal žalobu na vlastnická práva proti společnosti Midway . Žaloba  [nedostupný zdroj] uváděla, že Crawford vytvořil hru s titulem „Psi-Ops“ s podobnými vlastnostmi a postavami a Midway jeho hru zneužila bez jeho svolení. Midway toto popřela a 2. prosince 2008 rozhodl soud USA ve prospěch Midway, tedy že nebyla porušena práva .